# Personaggi di Darkwing Duck

Darkwing Duck nella sigla d'apertura

Questa voce include una lista di personaggi della serie animata Disney Darkwing Duck, trasmessa all'inizio degli anni '90. Alcuni dei personaggi principali (tra i buoni e i cattivi) sono poi riapparsi nella serie animata del 2017 su Disney XD DuckTales (reboot della serie originale del 1987).

## Protagonisti

### Drake Mallard / Darkwing Duck
E' un papero bianco antropomorfo che abita come cittadino medio di giorno e supereroe di notte nella città di St. Canard. Possiede un mix di genuino altruismo e gigantesco narcisismo, due pulsioni che si scontrano costantemente durante le sue avventure: infatti inizialmente fa l'eroe più per cercare fama e gloria che per senso di giustizia, ma dopo aver adottato Ocalina comincerà a bilanciare il suo desiderio di fama con il cercare di essere un buon padre e fare la cosa giusta. Nella serie TV originale Negaduck (il principale antagonista della serie) è il suo terribile gemello che viene da un universo alternativo. 
Nel primo episodio Darkwing Duck vive nella sua tana, situata dentro un pilastro del Ponte Audubon Bay di St. Canard, ma acquista una casa e inizia a girare come Drake Mallard solo dopo l'adozione di Ocalina Waddlemeyer. Questo suggerisce che egli, per qualche ragione, non ha mai veramente bisogno del suo alter ego e che lo usa solo per dare a Ocalina una sorta di possibile vita normale. Drake non si comporta in modo molto differente da Darkwing, tuttavia neanche chi è molto vicino a lui, come i suoi vicini di casa i Parapiglia, può dire che sono la stessa persona. È importante notare che Jet McQuack e Ocalina appaiono spesso vicino sia a Drake che a Darkwing, tuttavia nessuno capisce. Drake e Ocalina Mallard, insieme a Jet McQuack, vivono al 537 Avian Way a St. Canard, una città situata nel fantastico stato americano del Calisota, dove si trovano molte altre città disneyane. 
Nonostante i tanti momenti di goffaggine e la mancanza di superpoteri, Darkwing è un bravo combattente del crimine ed eroe. Fa affidamento sulle sue armi, è un esperto di arti marziali e dimostra una buona intelligenza per risolvere i casi e fermare i cattivi. L'arma principale del papero mascherato è la sua pistola a gas, che spara differenti tipi di gas (palle di fumo, gas esilarante, lacrimogeni). Inoltre ha un utile spara-rampino per dondolare da un palazzo all'altro. I suoi mezzi di trasporto sono il Thunderquack (un piccolo aeroplano la cui forma ricorda la faccia di Darkwing Duck) e la sua moto (l'"Acchiappa Sorci"). 
Darkwing dimostra spesso una mancanza di buon senso che è ostacolata dal suo orgoglio e dal suo ego enorme. Tuttavia, a differenza di personaggi come l'Ispettore Gadget, Darkwing è in realtà straordinariamente competente come supereroe. Quando mette da parte le distrazioni si concentra completamente nel suo dovere di paladino della giustizia; questo momento di transizione è segnato dalla sua frase ad effetto "Dagli addosso, Duck!". Inoltre, i suoi due slogan ricorrenti sono "Io sono il terrore che svolazza nella notte" (seguito da una metafora improvvisata prima di dire il suo nome) e il grido di battaglia "facciamoci pericolosi" (in inglese Let's get dangerous!).
Le origini di Darkwing sono piuttosto confuse: durante la sua infanzia e adolescenza, Drake era un completo idiota, ma ai tempi del liceo aveva già sviluppato un'ossessione per la lotta al crimine. Tuttavia, afferma spesso di essere diventato un supereroe dopo la sua adolescenza e ha operato come Darkwing Duck per un periodo di tempo non specificato. 
In alcuni episodi Darkwing Duck è mandato in missione come agente segreto del S.H.U.S.H., una società segreta che combatte il crimine. Nessuno conosce il significato dell'acronimo, ma si tratta quasi sicuramente di una parodia dello S.H.I.E.L.D., l'organizzazione governativa dell'universo Marvel che si serve di vari supereroi per combattere il crimine. Quando non combatte il crimine, il papero mascherato di St. Canard trascorre tranquillamente le giornate nei panni del suo alter ego Drake Mallard, il padre adottivo di Ocalina. La maggior parte delle scene che vedono protagonista Drake Mallard sono focalizzate sul rapporto padre-figlia. I due in poco tempo hanno stretto un saldo rapporto, grazie anche alla loro straordinaria somiglianza di carattere. Le uniche persone che conoscono la vera identità di Drake sono la figlia Ocalina, il suo fedele aiutante Jet McQuack e il miglior amico di Ocalina, Tonnaso Parapiglia; negli ultimi episodi anche la fidanzata Morgana Macawber (fidanzata di Darkwing non di Drake) scopre tutto, poiché Darkwing (o meglio Drake) la presenterà proprio ai suoi vicini di casa.
Darkwing Duck fa delle piccole apparizioni nella serie Bonkers - Gatto combinaguai; in una sequenza da sogno, Bonkers accetta un premio come miglior combattente del crimine dei cartoni animati da Darkwing, che però è geloso di non averlo vinto se stesso. 
Nella serie DuckTales del 2017, Drake Mallard è un attore emergente destinato a recitare in un film di Darkwing Duck che è cresciuto guardando lo show televisivo con lo stesso nome e vede Jim Starling, l'originale Darkwing, come suo eroe. Quando Starling impazzisce dopo aver scoperto che il film non lo avrebbe interpretato, Mallard si assume la responsabilità di essere l'eroe e salvare la situazione. Dopo che il film è stato cancellato, Mallard è incoraggiato da McQuack a diventare Darkwing Duck nella vita reale.
Darkwing Duck appare anche nel film Cip & Ciop agenti speciali, in cui durante i titoli di coda, insulta con gelosia il successo del reboot degli agenti speciali, sperando di ottenere presto la sua propria grande occasione.
Doppiato da: Jim Cummings (originale), Oliviero Dinelli (italiano).

### Jet McQuack
Jet McQuack (Launchpad McQuack) è il compagno e pilota di Darkwing Duck che originariamente è apparso come personaggio secondario nella serie DuckTales - Avventure di paperi.
È un pellicano antropomorfo, alto e palestrato, che si veste come un pilota vecchio stile. Può sembrare un idiota distratto ma, nonostante commette spesso degli errori, alla fine porta sempre a termine il compito assegnatogli con competenza. In quanto tale, è un abile pilota e un prezioso aiutante, nonostante la sua ignoranza. È un gigante gentile, ma anche molto simpatico e spiritoso. Inoltre, sembra che non abbia paura di niente e rimane calmo e positivo senza mai andare nel panico o perdere del tutto le speranze.
Si riferisce a Darkwing come "Doppia D". È il più grande fan autoproclamato di Darkwing Duck, e ha persino progettato e costruito l'aereo Thunderquack per impulso da fanboy. La sua controparte malvagia abita del Negaverso, servendo Negaduck.
Doppiato da: Terence McGovern in lingua originale e Roberto Pedicini in italiano.

### Ocalina Mallard
Ocalina Mallard (Gosalyn Mallard), il cui cognome di nascita è Waddlemeyer, è la figlia adottiva di nove anni di Drake Mallard. Nel primo episodio si scopre che è nipote di uno scienziato della città di St. Canard. Nel secondo episodio, dopo le iniziali divergenze, diventa la figlia adottiva di Drake Mallard, cambiando il cognome in Mallard. Caratterialmente è una paperetta molto vivace, curiosa e dall'indole ribelle e sarcastica. Classico maschiaccio, Ocalina ama lo sport (specialmente l'hockey), i film horror e gettarsi nell'azione, mentre non ama molto la scuola o doversi comportare in modo più femminile (anche se in un episodio Alice Parapiglia proverà a farle cambiare idea). Nonostante la sua indole un po' egoista e pestifera, Ocalina nasconde anche un lato tenero, simpatico, coraggioso e altruista. Vuole molto bene a suo padre adottivo con cui ha diverse similitudini come l'originalità e la voglia di mettersi in mostra. Nell'episodio Horror Show si scopre che la piccola è una spettatrice del cinema dell'orrore e della fantascienza, guardando il film di uno zombie con una motosega e Mongo l'alieno (di cui rivela di averlo già visto prima che il padre la scoprisse), oltre ad essere una fan di Kongo (una parodia del celebre King Kong). Il suo spirito ribelle e la sua voglia di divertirsi li dimostra in quasi tutte le occasioni, arrivando anche a fare la strega grazie ad un patto col Diavolo, per poi pentirsi delle sue azioni (con tanto di punizione da parte del padre). È anche molto amica di Tonnaso Parapiglia, suo vicino di casa. Il suo alter ego è Robinia Hood (in originale The Quiverwing Quack), una parodia femminile del celebre Robin Hood, armata di arco e frecce esplosive come quello del supereroe arciere della Marvel, Occhio di Falco e anche quello della DC, Freccia Verde.
Doppiata da: Christine Cavanaugh, Antonella Baldini.

## Alleati

### Paperi della Giustizia
I Paperi della Giustizia (Justice Ducks) rappresentano una parodia dei Justice League of America, il gruppo formato dai supereroi DC Comics.
L'idea di formare questo gruppo è fornito da Ocalina, anche se all'inizio Darkwing rifiutava l'idea, preferendo lavorare da solo.
- Morgana MaCawber è una papera strega e l'interesse amoroso del protagonista. E' concepita come una femme fatale da film horror, avendo una pettinatura simile a quella della sposa di Frankenstein ed indossa un vestito rosso simile a quello di Morticia Addams. Morgana appartiene ad una famiglia di mostri e stregoni residenti in Transilvania, i Macawber. Inizialmente è una criminale, ma dopo essersi innamorata (ricambiata) di Darkwing Duck decide di schierarsi dalla sua parte e di aiutarlo nella lotta contro il male e il crimine, entrando a far parte dei Paperi della Giustizia. E' molto gentile, amorevole, orgogliosa delle sue origini e affettuosa nei confronti di Darkwing. Mostra di avere un carattere a volte molto irascibile, fulminando Darkwing in diverse occasioni. Ha studiato all'accademia Brividus, il principale centro accademico del mondo paranormale dove sua zia lavora come insegnante ed ha presentato il suo primo saggio di magia. Morgana è anche una donna d'affari e ristoratrice, aprendo un ristorante a St.Canard, Il Castello delle Ombre, dove serve piatti tipici della mostruosa cucina transilvanica della sua famiglia (esempio pasta serpentina, torta di mela di Adamo, mostroburger ecc.) piatti che riscuotono successo tra il pubblico, ma non su Darkwing a cui fanno venire il voltastomaco al solo vederli. La sua relazione con Darkwing Duck non è ben vista da suo padre Maloculos, che preferirebbe che la figlia sposasse "un bravo fantasma di famiglia" e non un "normale". Anche gli altri membri della famiglia (in modo particolare la zia strega che vuole sempre cucinare il povero Darkwing) non approvano la loro relazione, ad esclusione (sembra) del cugino Blobby. Ha conosciuto Beppe e Alice (genitori di Tonnaso) nel corso dell'episodio Un ristorante particolare che ha conquistato coi suoi piatti e con cui sembra aver stabilito un bel rapporto.

Doppiata da: Kath Soucie, Laura Boccanera, (1° voce), Liliana Sorrentino (2° voce)
- Fenton Paperconchiglia / Robopap (nella versione italiana Robo Duck e in, quello, originale Gizmo Duck) è un personaggio proveniente, come Jet McQuack, da DuckTales, è alter ego di Fenton Paperconchiglia; ispirato ai personaggi RoboCop (nell'omonima serie), Iron Man (della Marvel) e Cyborg (della DC).

Doppiato da: Hamilton Camp, Pino Ammendola (1ª voce), Roberto Certomà (2ª voce).
- Stego (Stegmutt) è un papero trasformato in un stegosauro. Ocalina e Tonnaso sono i primi che lo incontrano. Con la sua forza sovrumana è caratterialmente ingenuo ed imbranato. Ricorda ai personaggi della Marvel Hulk e Stegron.

Doppiato da: Joey Camen, Renzo Stacchi.
- Nettunia (Neptunia) è una pesciolina mutante, che lotta contro l'inquinamento del mare. Ricorda molto come quelli dei supereroi acquatici Aquaman (della DC), di Namor il Sub-Mariner (della Marvel) e di Abraham Sapien (nella serie di Hellboy).

Doppiata da: Susan Silo, Paola Giannetti, Franca Lumachi.

### Altri alleati
- Tonnaso Parapiglia (Honker Muddlefoot) è il figlio dei vicini di casa di Drake ed è il miglior amico di Ocalina, che ha un carattere totalmente opposto al suo. Non sopporta suo fratello maggiore Tank che si comporta come un bullo con lui. È un paperotto bianco con gli occhiali, intelligente e la sua famiglia sono i vicini di casa dei Mallard.

Doppiato da: Katie Leigh, Ilaria Stagni.
- Beppe Parapiglia è il padre di Tonnaso e di Tank e marito di Alice. Grasso e pigro, il suo unico interesse è mangiare davanti alla televisione.

Doppiato da: Jim Cummings, Roberto Stocchi.
- Alice Parapiglia / Canadian Guardian è l'alter ego di Alice Parapiglia, la madre di Tonnaso e moglie di Beppe, vicino di casa di Drake Mallard. Apparsa solo nell'episodio "La casalinga eroica" che inizialmente viene colpita in testa da una palla da bowling e perde la memoria diventando così l'eroina della giustizia e si allea con Darkwing Duck considerandolo la sua spalla per battere Megavolt, ma Darkwing nervosamente non è affatto la sua spalla. Ha una sorella gemella di nome Trudy che porta una benda sull'occhio e lavora in una tavola calda.

Doppiato da: Susan Tolsky, Silvia Pepitoni.
- Cometiano (Comet Guy) è un alieno umanoide, campione del suo pianeta, dotato di incredibili super poteri, nonostante tutto, è piuttosto buffo, comico, simpatico, imbranato ed inetto (come lui stesso non fa che ripetersi, in preda alla disperazione, scatenando una pioggia di lacrime). Giunge sulla terra per ricevere lezioni da Darkwing Duck, in modo da divenire un vero supereroe. Si tratta di una parodia di Superman.

Doppiato da: William Callaway, Giorgio Borghetti.
- J. Gander Hooter è il direttore dello S.H.U.S.H. (agenzia governativa che parodia lo S.H.I.E.L.D. dei fumetti Marvel), grande amico di Darkwing. Il suo nome è un chiaro riferimento allo storico direttore del FBI John Edgar Hoover.

Doppiato da: Danny Mann, Gianni Vagliani.
- Vladimir Grizzlikof è un orso antropomorfo e agente dello S.H.U.S.H., ha una forte rivalità nei confronti di Darkwing, sebbene si ritrovi, il più delle volte, a collaborare con lui.

Doppiato da: Ron Feinberg, Bruno Alessandro.
- Jambalaya Jake è un cane montanaro, accompagnato da un coccodrillo di nome Gumbo.

Doppiato da: Michael Gough, Vittorio Battarra.
- Maloculos Macwaber (Maloculos Macawber) è un famoso stregone, padre di Morgana. Osteggia il suo fidanzamento con Darkwing Duck perché è un normale.

- Posiduck\NegaduckNell'episodio dal titolo La nascita di Negaduck, Darkwing viene diviso in due esseri distinti, uno buono ed uno malvagio, a causa di una macchina inventata da Megavolt, chiamati rispettivamente Negaduck (da non confondere col gemello cattivo omonimo, che apparirà in seguito) e Posiduck. Quest'ultimo incarna tutti gli aspetti positivi di Drake/Darkwing, difatti è pacifista e gentile. Quando Negaduck perderà il controllo e diverrà una furia in grado di distruggere St. Canard, Posiduck acquisterà il potere di rigenerare ciò che il suo opposto distrugge, prima di riunificarsi col gemello in modo da ricreare il Darkwing originale.

## Antagonisti

### Cinici Cinque
I Cinici Cinque (Fearsome Five) rappresentano una parodia della Lega dell'ingiustizia, il gruppo formato dai supercriminali della DC Comics, nemici della Justice League, o dei Sinistri Sei, nemici dell'Uomo Ragno (nella Marvel Comics), ma il loro nome originale deriva dal gruppo nemico dei Teen Titans (sempre nella DC Comics) noto in Italia come la Confraternita del Male o anche le altre squadre di supercattivi, note come i Fatal Five, nemici giurati della Legione dei Supereroi (sempre nella DC Comics), e i Terribili Quattro, nemici dei Fantastici Quattro (sempre nella Marvel Comics). Sono complessivamente gli antagonisti principali della serie. Nel corso di vari episodi, nonostante riescano in un'occasione a conquistare la città, non sembrano andare d'accordo, specialmente Negaduck ha un forte disprezzo per i suoi quattro compagni e nell'episodio 62 L'occhio mistico li tradisce. Nei fumetti originali il gruppo è ormai sciolto e rimangono solamente i quattro di loro comandati dal folle Quackerjack, rinominandosi i Cinici Quattro (Fearsome Four).
- Negaduck è il malvagio doppelgänger e principale nemico di Darkwing Duck. Papero supercriminale proveniente da una realtà parallela da incubo chiamata "Negaverso", Negaduck è fisicamente identico a Darkwing, ad eccezione del suo costume giallo, rosso e nero. Come Darkwing, anche Negaduck è narcisista e normalmente non ha poteri sovrumani, affidandosi invece al suo intelletto, alla sua abilità fisica, all'intimidazione e al suo arsenale di armi. Tuttavia, può anche travestirsi da Darkwing. A differenza di Darkwing, Negaduck è crudele, spietato, irascibile e violento, e non si fa scrupoli a ferire gli altri per ottenere ciò che vuole, che è principalmente una grande ricchezza e autorità sul mondo. In quanto tale, funge da leader dei Cinici Cinque mentre li intimidisce affinché siano d'accordo con ciò che dice. Non si farà scrupoli a tradirli rubando i loro poteri nell'episodio 62 "L'occhio mistico". È un genio del crimine e molti dei suoi piani riguardano la conquista della St. Canard dell'universo principale, ma soprattutto la distruzione di Darkwing Duck. È leggermente più equilibrato di Darkwing, il che gli permette di pianificare in anticipo i suoi piani malvagi e di tendere trappole ingegnose ai suoi nemici. Una delle sue tattiche preferite è travestirsi da Darkwing, inducendo qualsiasi testimone a dubitare di chi sia il vero Darkwing. Tuttavia, può essere distratto nel pieno dell'azione. Nel suo universo vive con una versione di Ocalina non pestifera e un Jet McQuack cattivo. Poiché nell'universo di Negaduck le cose sono invertite rispetto al mondo normale, qui non esistono i Cinici Cinque perché Clorofix, Liquidator, Quackerjack e Megavolt sono buoni e si fanno chiamare i Magnifici Quattro. Negaduck si presenta come l'apoteosi stessa del male e prova un odio intenso per tutto ciò che possa essere carino. In un'occasione ha anche cercato di "rubare" la fidanzata di Darkwing Duck, Morgana Macawber.[4] Odia a morte Darkwing Duck vantandosi con orgoglio di essere il nemico pubblico numero 1, dopo aver sentito insultato con ira scoprendo di essere invece il secondo nell'episodio 61 "Robinia Hood". Utilizza molti tipi di armi, da una motosega (suo marchio di fabbrica) alle testate nucleari, fino ai suoi dobermann addestrati. Non deriva da nessun altro personaggio dei fumetti in particolare, essendo un gemello che si differenzia solo per la cattiveria e il colore del vestito; potrebbe essere un piccolo omaggio al Professor Zoom della DC Comics (nemico di Flash) oppure al clone distorto di Superman: Bizzarro. Presenta anche alcune somiglianze con Owlman, il malvagio corrispettivo di Batman proveniente dall'universo di Terra-3. Fa la sua prima apparizione nell'episodio 20 "La grande sfida (prima parte)". Non è da confondere con il personaggio omonimo apparso nella puntata "Negaduck" (in italiano "La nascita di Negaduck") e derivante dalla separazione della parte buona (chiamata PosiDuck) e cattiva di Darkwing Duck da parte di un'arma di Megavolt. Nell'episodio 33 "Le origini segrete di Darkwing Duck" si scopre che nelle origini, raccontate dal futuro, lui e Darkwing Duck erano i figli di due fratellastri appartenenti entrambi di un pianeta chiamato Zipton che stava per essere distrutto mentre i loro figli si lanciano sulla Terra per l'iniziale scontro fra i due contrari.

Doppiato da: Jim Cummings, Stefano Carraro (voce principale), Massimo Corvo (Episodio 46).
- Quackerjack è un papero antropomorfo supercattivo che appare per la prima volta nel diciannovesimo episodio, I giorni dell'errore. È un pericoloso pagliaccio che ricorda in particolare il Joker (di Batman) e il Giocattolaio (di Superman). Il suo compagno (immaginario) di crimini è un fantoccio di nome Mr. Cervello di Banana (un possibile riferimento al Ventriloquo). Usa giocattoli modificati in armi o altri congegni per i suoi crimini. Uno dei suoi marchi di fabbrica sono dentiere che camminano e possono mordere. All'inizio era un fabbricante di giocattoli che è stato cacciato fuori dal mercato dalla "Whiffle Boy" una casa di produzione di videogiochi. Comprensibilmente, odia profondamente i videogiochi, in particolare della "Whiffle Boy", che cercherà di rovinare. Diviene, così, un supercriminale, rapinando banche per ottenere i soldi per finanziare la sua impresa di giocattoli, giocattoli che modifica in armi, per mettere in atto i suoi crimini nella maggior parte degli episodi. Nonostante si dimostri folle ed imprevedibile, è estremamente geniale e, col tempo, ha costruito molti giocattoli di successo. Il suo slogan è: "È tempo di giocare". In due episodi è compagno di scorribande e crimini di Megavolt, ed insieme sono entrati nei Cinici Cinque. Nella serie a fumetti, sequel del cartone (ambientata un anno dopo la serie), veniamo a sapere che Quackerjack ha assunto come leader a comando dei Cinici Cinque (che ora si possono chiamare come i Cinici Quattro) dopo l'abbandono di Negaduck, che un anno prima era riuscito a scoprire l'identità segreta di Darkwing Duck e che di fronte alle richieste di Quackerjack di conoscerla rispose distruggendo Mr. Banana Brain e rinfacciandogli di non essere un vero super-cattivo. La distruzione del suo giocattolo preferito e di una successiva delusione lavorativa nel campo dei giocattoli porteranno Quackerjack ad essere aggressivo e desideroso di rivalsa verso i gli altri personaggi. Darkwing Duck, con l'aiuto della fidanzata di Quackerjack, Claire, cercherà di riportare la situazione a come era prima con un nuovo Mr. Banana Brain.

Doppiato da: Michael Bell, Oreste Baldini.
- Megavolt, pseudonimo di Elmo Sputterspark, è un giovane topo antropomorfo pazzo che appare per la prima volta nell'ottavo episodio, Vicolo cieco. È in grado di controllare l'elettricità, che usa sia come arma sia come sorgente di vita; ricorda tanto il personaggio della Marvel, Electro, uno dei più potenti nemici dell'Uomo Ragno. Megavolt al liceo ha frequentato la stessa classe di Darkwing Duck, e deve i suoi poteri ad un esperimento riuscito male. Mentre testa una macchina per immagazzinare elettricità statica (una sorta di tapis roulant con il tappeto di pelliccia) il bullo della classe gli lega le mani con del nastro adesivo costringendolo a correre per molte ore. Infine, probabilmente per un sovraccarico, la lampadina collegata alla macchina esplode, liberandolo e dotandolo del potere di controllare e di produrre elettricità. Quando irrompe al ballo di fine anno si presenta inizialmente come "Megawatt", per poi cambiare nome in "Megavolt" quando il cantante del gruppo che si stava esibendo dice che quello è il nome della loro band. Da allora è diventato un acerrimo nemico del papero mascherato. Ha un comportamento schizofrenico e dà dei segni di esaurimento mentale e di ottusità, specie quando parla con delle lampadine (arrivando persino a giocare ed a litigare con loro), dimostrandosi chiassoso, impacciato, a volte disattento, e solitamente soffre di perdite di memoria a breve termine, poiché una volta ha scoperto l'identità di Darkwing Duck ma semplicemente l'ha dimenticato più tardi nello stesso episodio. Nonostante sia un acerrimo nemico di Darkwing, sembra nutrire un certo rispetto per lui, dato che è disposto ad aiutare Darkwing se la situazione lo richiede, alleandosi con lui più di ogni altro cattivo della serie (anche se di solito ha le sue motivazioni). Nelle sue prime apparizioni, Megavolt è più sarcastico e più intelligente, dimostrando un pizzico di arguzia, ma questi tratti svaniscono lentamente quando Negaduck lo sostituisce come antagonista principale della serie. A suo modo è un abile inventore, avendo inventato molte armi rivoluzionarie, come la pistola elettrica. L'unica cosa che non è in grado di sopportare è di essere chiamato "Scintilla". Megavolt è il cattivo preferito del creatore Tad Stones e, di conseguenza, è l'antagonista che appare più frequentemente nella serie.[5]

Doppiato da: Dan Castellaneta, Fabrizio Manfredi, Massimiliano Alto.
- Clorofix (Bushroot) è un papero che appare per la prima volta nel terzo episodio, La Bella e la Barbabietola. Adora i fiori e il mondo vegetale, che però generalmente vuole utilizzare per conquistare il mondo.

Divenuto una creatura ibrida (metà papero e metà pianta), Clorofix ha il potere di controllare le piante. È molto simile (per le origini e l'abilità di parlare con le piante) a Poison Ivy (la letale nemica di Batman) e l'Uomo Floronico (nemico di Swamp Thing e di Batman): infatti originariamente era un ricercatore di botanica all'università di St. Canard, di nome Reginald Clorofix. Reginald era tiranneggiato dai suoi due colleghi di nome Larson e Gary (due scienziati interessati solo al guadagno), con cui era in competizione per il cuore della dottoressa Rosa Scarlatta (Rosa sembra però provare un po' d'affetto per Clorofix), loro collega. La ricerca di Reginald prevedeva di rendere gli esseri viventi in grado di nutrirsi come le piante tramite la fotosintesi, ma il direttore Virgus (anche lui attaccato al denaro) del laboratorio decise di tagliare i fondi e Reginald fu licenziato (anche per colpa dei sabotaggi dei colleghi). Per convincere Virgus a finanziare decise di sperimentare la formula del suo esperimento su di sé, diventando così Clorofix. La prima azione di Reginald fu di vendicarsi di Larson e Gary, in seguito alla scoperta delle sue abilità telepatiche, cosa che determinò il suo primo scontro con Darkwing Duck, chiamato a proteggere Virgus. Successivamente decide di rapire Rosa (di cui è innamorato) per farne la sua sposa, ma viene battuto da Darkwing Duck e apparentemente sconfitto. Da quel momento diventerà un acerrimo nemico del papero mascherato. Fisicamente ha i capelli viola, il corpo verde e il becco arancione. È caratterialmente inquietante ed è spesso sconvolto dalla sfortuna demenziale. Comparato agli altri antagonisti, non è completamente malvagio, ed è guidato da un forte desiderio di essere amato e di avere dei compagni, cosa che però lo spinge a commettere dei crimini. La sua solitudine è tale da spingerlo a crearsi una famiglia in un'occasione, ma anche le sue creazioni tendono a lasciarlo. La sua sfortuna e la sua indole non-violenta lo rendono uno dei cattivi più simpatici della serie.
Doppiato da: Tino Insana, Vittorio Battarra.
- Liquidator, pseudonimo di Bud Flud, è un cane supercattivo che appare per la prima volta nel ventesimo episodio, la prima parte de La grande sfida. Il personaggio ricorda molto a quello di Hydro-Man, nemico dell'Uomo Ragno. Le sue origini vengono raccontate nell'episodio 36 L'acqua Frizzalina, in cui era inizialmente un tipico cane antropomorfo, venditore di acqua in bottiglia che iniziò ad avvelenare la fornitura dei suoi concorrenti per cercare di ottenere un monopolio sul business dell'acqua in bottiglia di St. Canard. Quando Darkwing lo coglie sul fatto, Flud cade in un serbatoio che lo aveva contaminato, trasformandolo in un essere fatto interamente di acqua, e di conseguenza scivoloso e inafferrabile (non essendo più una forma di vita solida) e capace di cambiare la sua forma a piacimento, trasformandosi in una varietà di oggetti. A causa dei suoi poteri a base d'acqua, lui e Megavolt non interagiscono bene, sebbene è in buoni rapporti con Clorofix. A differenza degli altri membri dei Cinici Cinque che appaiono di più negli episodi, Liquidator è il meno presente tra di loro: appare solamente in alcuni episodi insieme a loro, e poi in un solo episodio per battere Darkwing Duck, poiché il creatore Tad Stones trovò il personaggio troppo "monotono", preferendo scrivere episodi per Clorofix o Megavolt.[6]

Doppiato da: Jack Angel, Mauro Bosco.

### F.O.W.L.
- La F.O.W.L. (acronimo di Fiendish Organization for World Larceny, in italiano Federazione Ovoidale War Games e Ladrocini oppure O.C.A.) è una potente organizzazione criminale, comandata dai tre misteriosi e sinistri capi che si vedono solo in ombra, i fratelli Buzzard, e una acerrima nemica dello S.H.U.S.H. L'organizzazione rappresenta una parodia della SPECTRE, antagonisti di 007, o presumibilmente dell'HYDRA, nemici giurati dello S.H.I.E.L.D. (nella Marvel Comics).

- I Grandi Capi (The High Command) sono gli importanti leader dell'organizzazione criminale e sono antagonisti secondari della serie.

- Becco D'Acciaio (Steelbeak) è un gallo dal becco metallico che appare per la prima volta nel decimo episodio, Il deserto acquatico, ed è il miglior agente segreto dell'organizzazione criminale F.O.W.L. ("fowl" in inglese significa "volatile", ma è pronunciato nella stessa maniera di "foul" che significa "cattivo", "malvagio", mentre nella versione italiana viene nominato O.C.A. e viene chiamato anche: "Federazione Ovoidale War Games e Ladrocini"), comandato dai tre capi che si vedono solo in ombra, ed è l'antagonista secondario della serie. Si esprime in modo pacato e sarcastico nascondendo la sua personalità sinistra. Raramente lo si vede adirato tranne quando i suoi piani iniziano a fallire.

È assistito dai suoi paperi scagnozzi dal casco d'uovo e una tuta gialla. Ricorda il personaggio di Squalo, uno dei nemici di James Bond. 
Doppiato da: Rob Paulsen, Giuliano Santi (Episodio 10), Marco Bolognesi (voce principale).
- Ammoniaca Pail (Ammonia Pine) è una gallina ed è un agente del F.O.W.L. e spazza via la città con le pulizie. Fa la sua apparizione nell'episodio 5 Crimini col candeggio. Nell'episodio 24 Come ripulire una banca (nel quale viene chiamata Linda Ammonia) entra in contatto con Becco D'Acciaio, ma quando s'innamora di esso, chiedendogli se vuole sposarla, lui rifiuta e si tradiscono. Nell'episodio 63 Operazione pulizia si scopre che ha una sorella di nome Ratta Imbratta, che al contrario di lei che pulisce tutto, ama la sporcizia.

Doppiata da: Mitzi McCall, Paola Giannetti.
- Ratta Imbratta (Ample Grime) è la sorella di Ammoniaca Pail. Contrariamente alla sorella che pulisce tutto, ama la sporcizia.

Doppiata da: Ellen Gerstell.
- Maggiore Synapse è stato retrocesso dai tre capi del F.O.W.L. dopo l'invio di truppe in un vulcano, e messo a capo della divisione psichica, con due stupidi scagnozzi sotto di lui come punizione. Dopo aver rubato il Norma Ray, trasformò i due scagnozzi in super criminali, e lui stesso divenne un gigante cervello fluttuante.

Doppiata da: John Stephenson
- Dr. Nobono è un ex capo della F.O.W.L., e anche il suo fondatore. Dopo un piano per rendere inutili tutti i soldi del mondo, muore cadendo in una vasca di raffreddamento del reattore nucleare, proprio come il Dr. No, nemico e primo avversario di James Bond.

Doppiato da: René Auberjonois, Arturo Dominici.

### Altri nemici
- Toros Bulba (Taurus Bulba) è un potente toro signore del crimine e fu il primo degli antagonisti di Darkwing Duck ad apparire nell'episodio in due parti Panico nella notte. Ha una mente brillante, astuta, spietata, temuta e di pura malvagità, e appare sempre in modo impeccabile ed elegante. Dopo essere stato apparentemente ucciso dall'esplosione, quelli del F.O.W.L., lo fanno tornare in vita rendendolo un cyborg, ma lui, trasformato in un essere metà toro e metà macchina, si ribella, e vuole vendicarsi a tutti i costi di Darkwing Duck, successo nel primo capitolo, nel episodio Lo sterminatore. Ricorda personaggi come Kingpin, nemico di Daredevil e dell'Uomo Ragno, e Metallo, nemico di Superman (solo in versione cyborg).

Doppiato da: Tim Curry, Renzo Stacchi.
- Hammerhead Hannigan, Pop e Corn sono gli scagnozzi di Toros Bulba, rispettivamente un caprone, un asino ed un ariete; Hammerhead Hannigan ricorda molto (sia per il ruolo che per lo stesso nome originale) il personaggio di Testa di Martello, nemico dell'Uomo Ragno.

- Tuskernini, nella versione italiana Dente Alighieri in alcuni episodi, è un tricheco criminale appassionato di cinema e assistito da due pinguini. Ricorda molto il personaggio del Pinguino di Batman.

Doppiato da: Kenneth Mars, Rodolfo Baldini (in tre episodi), Rino Bolognesi (in due episodi, con il nome Dente Alighieri).
- Professor Talponi (Professor Moliarty) è il capo di un esercito di talpe che abitano il sottosuolo, si auto considera la più grande mente criminale mai esistita. Ricorda il personaggio Uomo Talpa, uno dei nemici dei Fantastici Quattro, il suo nome originale è un uonione del nome di James Moriarty e della parola: Mole (Talpa).

Doppiato da: Jim Cummings, Mauro Bosco.
- Miranda Van Quack (Splatter Phoenix) è la prima pittrice mediocre e di scarso successo, poi datasi al crimine dopo che le sue opere sono state demolite dai critici. Ha inventato una speciale vernice in grado di sortire effetti differenti (entrare nei quadri, o, addirittura dare vita a ciò che dipinge). È l'ideale antagonista femminile di Darkwing Duck.

Doppiata da: Dani Staahl, Andrea Martin, Cristina Boraschi.
- Tank Parapiglia è il figlio primogenito di Beppe e Alice Parapiglia, e fratellastro maggiore di Tonnaso, con comportamenti da bullo (soprattutto nei confronti di Tonnaso).

Doppiato da: Dana Hill, George Castiglia.
- Darkwarrior Duck è una versione malvagia di Darkwing Duck ispirata al Batman di Frank Miller, che governa con il pugno di ferro su una distopica versione futura di St. Canard con i suoi robot. Compare nell'episodio Ritorno al presente dopo che Ocalina arriva per sbaglio nel futuro con la Trottola del Tempo di Quackerjack insieme a quest'ultimo e Megavolt. La sparizione della bambina per anni ha però provocato un cambiamento in Drake che ha cominciato ad usare sistemi più "violenti" (come per esempio un'enorme incudine) nella sua lotta contro il crimine, arrivando ad arrestare anche solo per futili motivi, instaurando un regime di terrore. Darkwarrior Duck indossa una versione corazzata del costume di Darkwing Duck (dotata di spuntoni sulle spalle) e una maschera ha delle lenti rosse sugli occhi, per avere un aspetto più spaventoso. Ocalina alla fine riesce a tornare nel suo presente, evitando così la nascita di Darkwarrior Duck.

- Paddywhack, nella versione italiana l'Uomo Nero, è un'inquietante fantasma di un papero pagliaccio che ricorda molto Pennywise, personaggio cattivo dei film horror e dei romanzi di Stephen King, It. Il suo nome in italiano ricorderebbe quello di un terribile mostro immaginario nella trilogia di film horror, Boogeyman.

Doppiato da: Phil Hartman, Renzo Stacchi.
- Lilliput è una parodia in chiave criminale di Ant-Man, si tratta di un bizzarro inventore che ha creato un congegno, sotto forma di pistola, per miniaturizzare qualsiasi cosa, ed è assistito da una colonia formiche (proprio come Ant-Man).

Doppiato da: Frank Welker, Renzo Stacchi.